# Salesche
Salesche (polnisch Zalesie Śląskie) ist eine Ortschaft in Oberschlesien. Der Ort liegt in der zweisprachigen polnischen Gemeinde Leschnitz (Leśnica) im Powiat Strzelecki der Woiwodschaft Opole.

## Geographie

### Geographische Lage
Das Angerdorf Salesche liegt sechs Kilometer östlich vom Gemeindesitz Leschnitz, 13 Kilometer südlich der Kreisstadt Strzelce Opolskie (Groß Strehlitz) und 45 Kilometer südöstlich von der Woiwodschaftshauptstadt Opole. Der Ort liegt in der Wyżyna Śląska (Schlesisches Hochland) innerhalb der Chełm (Chelm). Das Dorf ist umgeben von zahlreichen Teichen und Waldgebieten. Salesche ist ein über 2 Kilometer langes Angerdorf in Nord-Süd-Ausrichtung.

### Ortsteile
Ortsteile von Salesche sind die Weiler Popice (Poppitz) und Dolnica (Vorwerk Niederhof).

### Nachbarorte
Nachbarorte von Salesche sind im Osten Lichinia (Lichynia), im Norden Klutschau (Klucz) und im Süden Cisowa (Czissowa).

## Geschichte

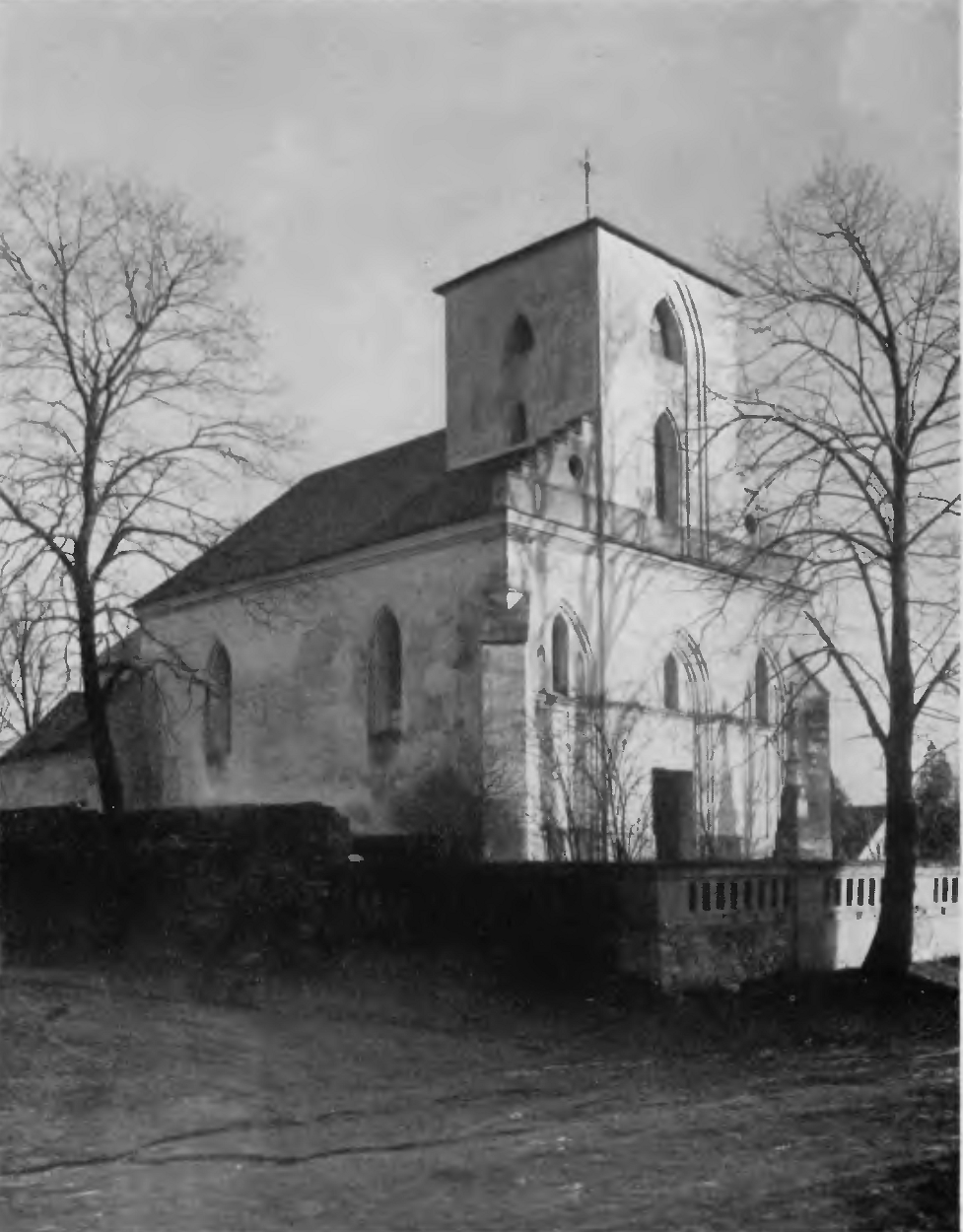
Hedwigskirche um 1930

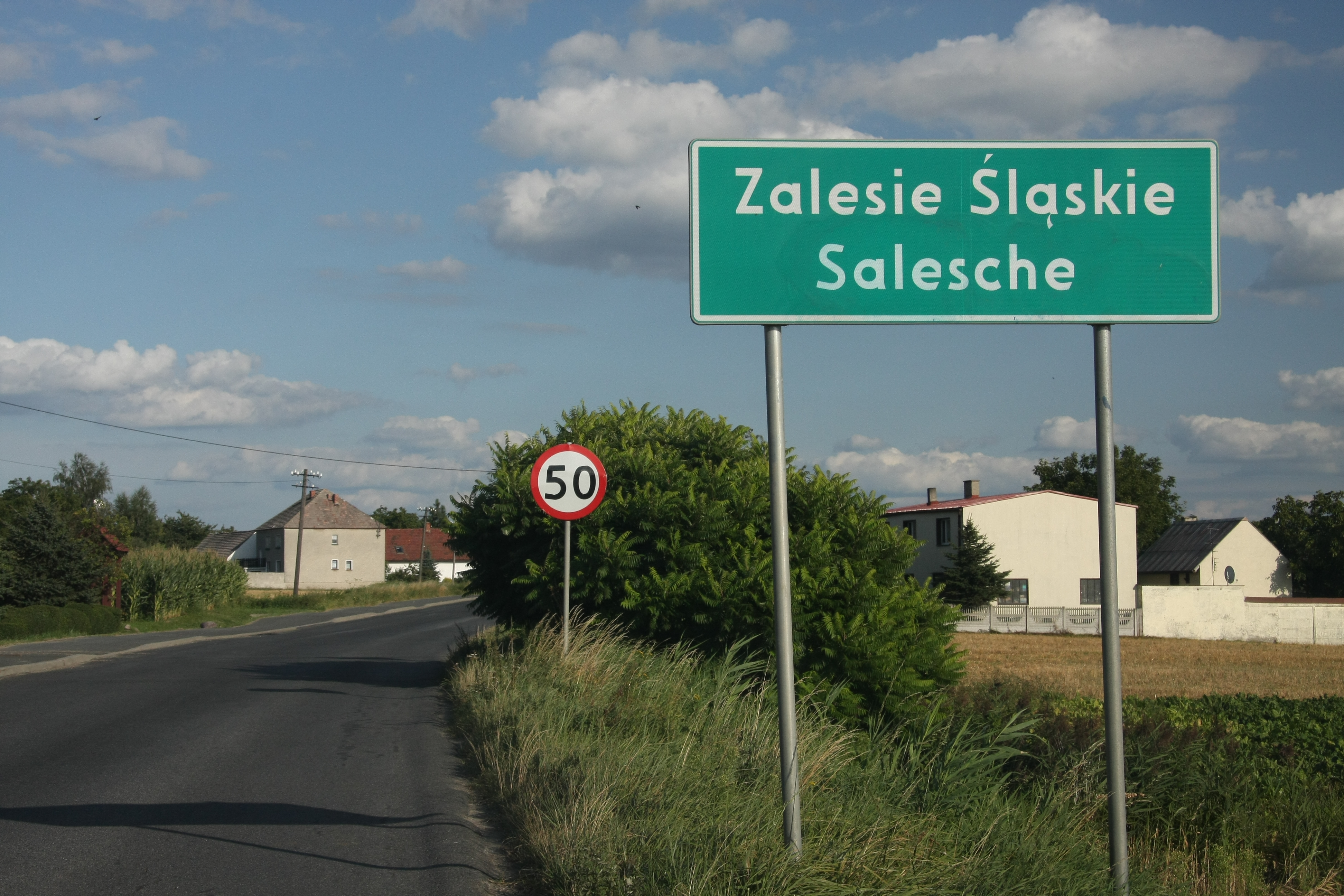
Ortseinfahrt mit zweisprachigem Ortsschild

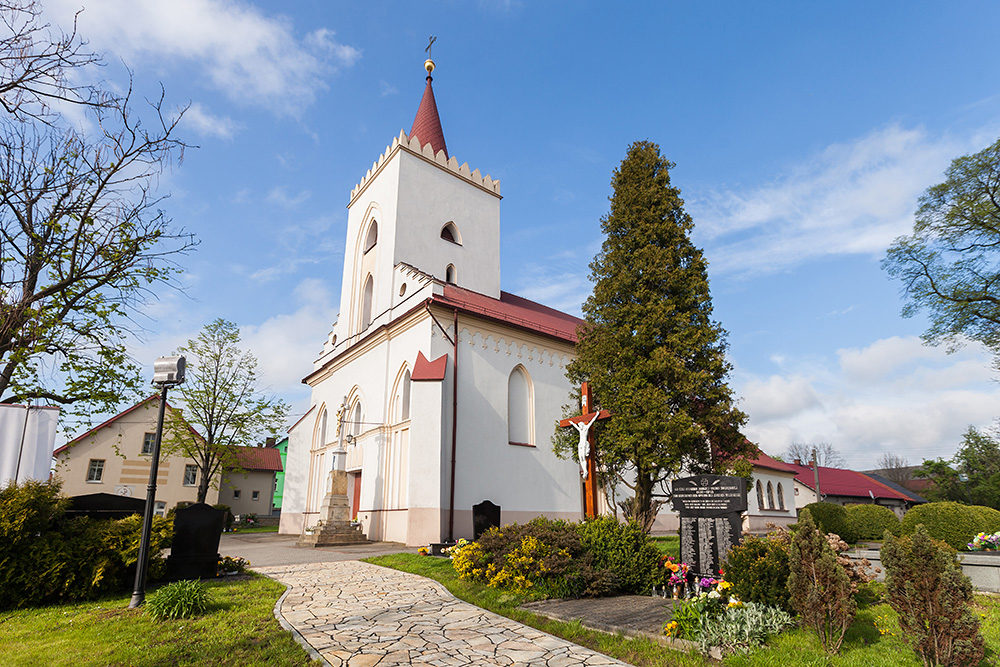
Hedwigskirche

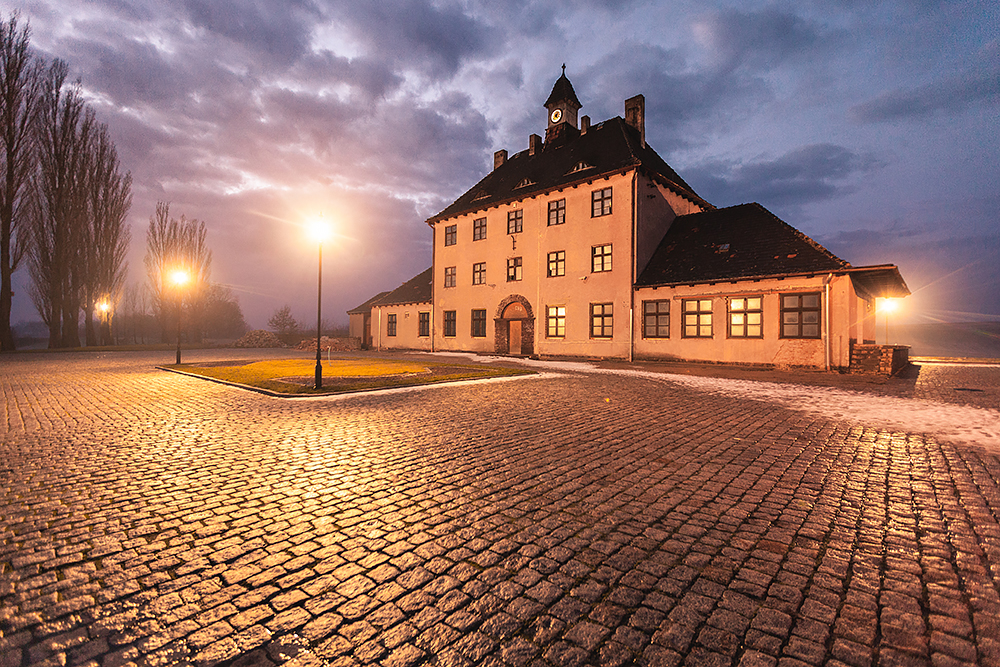
Bahnhof

Salesche liegt am Weg von Leschnitz nach Sławięcice. Die Ortschaft wurde zum ersten Mal 1223 in einem Dokument als Zalese, also eine Siedlung „hinter dem Wald“ erwähnt. Dem Kloster in Czarnowanz wurde das Recht auf die Zehnteinziehung von Salesche erteilt. 1223 stand in Salesche eine Schrotholzkirche. Im 14. Jahrhundert wurde eine gemauerte Kirche errichtet, deren gotischer Chor (um 1400) bis heute erhalten ist. Aus archäologischer Sicht interessant ist der Fund einer bedeutenden Menge silberner Münzen in einem Lehmgefäß. Die über 7.000 ganzen und einige zerschnittene oder gebrochene Münzen stammen höchstwahrscheinlich aus dem Jahre 1278.
Der Ortsname wurde in den Dokumenten im Laufe der Jahrhunderte auf verschiedene Art und Weise geschrieben. 1376 wird Salesche als Zales erwähnt, 1418 als Zalis, 1534 als Sales, 1571 als Zalesny, 1581 als Zaless, 1757 als Zaleze, 1845 als Salesche (poln. Zalesie).
Die Bevölkerung von Salesche lebte von Landwirtschaft, Gemüseanbau und Kleinhandwerk. Fast bis zum Ende des 19. Jh. befand sich hier ein kleiner Handelsweg nach Groß Strehlitz. Nach dem Ersten Schlesischen Krieg fiel Salesche 1742 mit dem größten Teil Schlesiens an Preußen. 1768 kam es hier wegen andauernder Streitereien bezüglich der Erhöhung des Zehnts zu Unruhen. Schon 1783 besaß Salesche eine eigene Schule.
Nach der Neuorganisation der Provinz Schlesien gehörte die Landgemeinde Salesche ab 1816 zum Landkreis Groß Strehlitz im Regierungsbezirk Oppeln. 1845 bestanden in Ort drei Vorwerke, eine Schäferei, eine katholische Pfarrkirche, eine katholische Schule, ein Wirtshaus und 170 Häuser. Im gleichen Jahr zählte Salesche 110 Einwohner, davon 1 evangelisch und 6 jüdisch. 1861 zählte Salesche 643 Einwohner sowie 27 Bauern-, 14 Gärtner- und 31 Häuslerstellen. Die Schule zählte im gleichen Jahr 144 Schüler. 1874 wurde der Amtsbezirk Raschowa gegründet, welcher die Landgemeinden Salesche und die Gutsbezirke Mittelhof, Niederhof, Oberhof, Poppitz und Wiesenhof umfasste.
Bei der Volksabstimmung in Oberschlesien am 20. März 1921, die in der Gegend von bürgerkriegsähnlichen Zuständen begleitet wurde, stimmten in Dorf und Gut Salesche insgesamt 367 Personen für einen Verbleib bei Deutschland und 606 für Polen. Salesche verblieb aber wie der gesamte Stimmkreis Groß Strehlitz beim Deutschen Reich. Ab 1933 führten die neuen nationalsozialistischen Machthabern groß angelegte Umbenennungen von Ortsnamen slawischen Ursprungs durch. 1935 wurde der Ortsname Salesche in Groß Walden geändert. Seit 1934 befindet sich in Salesche ein Bahnhof der Strecke Groß Strehlitz–Kandrzin. Bis 1945 befand sich der Ort im Landkreis Groß Strehlitz.
Als Folge des Zweiten Weltkriegs kam der Ort 1945 an Polen, wurde in Zalesie Śląskie umbenannt und der Woiwodschaft Schlesien angeschlossen. 1950 kam der Ort zur Woiwodschaft Opole. 1999 kam Salsche zum Powiat Strzelecki. 2006 führte die Gmina Leśnica, der Salesche als Ortsteil angehört, Deutsch als Hilfssprache und im Jahr 2008 zweisprachige Ortsbezeichnungen ein.

### Einwohnerentwicklung
Die Einwohnerzahlen von Salesche:
| Jahr | Einwohner |
| ---- | --------- |
| 1844 | 1.100     |
| 1855 | 1.157     |
| 1861 | 1.229     |
| 1910 | 1.584     |
| 1933 | 1.522     |
| 1939 | 1.531     |
| 2020 | 1.158     |

## Sehenswürdigkeiten

### Pfarrkirche St. Hedwig
Die römisch-katholische  Pfarrkirche St. Hedwig (poln. Kościół św. Jadwigi Śląskiej) geht auf einen gotischen Bau des 14./15. Jahrhunderts zurück, dessen Chor mit Masken-Konsolen sich bis heute erhalten hat. Von 1812 bis 1825 wurde nach Plänen des Architekten Karl Heintze aus Ujest ein neues Langhaus mit niedriger Frontturmfassade errichtet – ein frühes Beispiel der neugotischen Architektur.

### Weitere Sehenswürdigkeiten
- Grab von polnischen Aufständischen aus dem Jahr 1921
- Steinerne Wegekreuze
- Empfangsgebäude des ehemaligen Bahnhofs Salesche

## Verkehr
Durch den Ort führt die Woiwodschaftsstraße Droga wojewódzka 426. Salesche liegt etwa fünf Kilometer südlich der Autostrada A4 von Kattowitz nach Breslau.
Salesche hatte einen Bahnhof an der Bahnstrecke Kędzierzyn-Koźle–Kluczbork.

## Vereine
- Deutscher Freundschaftskreis
- Fußballverein LZS Sokół Zalesie Śląskie
- Freiwillige Feuerwehr OSP Zalesie Śląskie